# Coscó
Coscó es una localidad perteneciente al municipio de Oliola, en la provincia de Lérida, comunidad autónoma de Cataluña, España. En 2018 contaba con 27 habitantes.

## Historia
A mediados del siglo XIX, el lugar, por entonces con ayuntamiento propio, tenía contabilizada una población de 42 habitantes. Aparece descrito en el séptimo volumen del Diccionario geográfico-estadístico-histórico de España y sus posesiones de Ultramar de Pascual Madoz de la siguiente manera:

COSCO: l. con ayunt. en la prov. de Lérida (11 hor.), part. jud. de Balaguer (5), aud. terr. y c. g. de Cataluña (Barcelona 24), dióc. de Seo de Urgel, oficialiato de Agramunt: sit. en lo alto de un monte de 1/4 de hora de elevacion con esposicion al S.: goza de una vista alegre y pintoresca, porque desde él se descubren los pueblos del llano de Urgel y varios de la ribera de Sio.; combatido por todos los aires: el clima es sano, no padeciéndose comunmente otra enfermedad que gástricas y catarrales. Tiene 26 casas de dos altos, distribuidas en una pequeña calle sucia y sin empedrar, y una plaza de figura ovalada. Sin embargo de que no hay escuela de educacion primaria de dotacion del pueblo, con todo, en la actualidad hay un hijo del pueblo que enseña á leer, escribir y contar á 16 alumnos que asisten á su casa, retribuyéndole con 4 rs. mensuales por cada uno: los habitantes de este lugar se surten de agua para sus necesidades y abrevadero de ganados de las balsas próximas al mismo de buena calidad; la igl. parr. colocada sobre una pequeña colina en la parte de E., tiene por titular á Ntra. Sra. dé la Asuncion, y la sirve un cura párroco de provision ordinaria en concurso general. Esta ígl. consta de 5 altares antiguos, teniendo sobre 26 pasos de long., 8 de lat. y como 20 palmos de altura hasta la bóveda que es redonda; todo el edificio es sólido, aunque no trabajado con primor: el coro se halla elevado al estremo de la igl., y el campanario ó torre encima de la pared que forma el frontispicio, de unos 20 palmos de altura. 
Se ignora el año de su construccion por haberse perdido el archivo durante las guerras; el cementerio está ventilado y contiguo á la misma. Confina el térm. N. con el de Oriola, a 1/2 hora; E. Cabanabona á igual dist.; S. con el de Renan y Castellblanch, y O. con el de Arguells á unos 1,000 pasos del primero y sobre 500 del último. El terreno participa de monte y llano; este bastante tenaz y todo de secano: es de segunda, y tercera calidad, cultivándose como unos 800 jornales: lo restante montuoso forma alguna cordillera, en la que se encuentra bosque arbolado de encina y matorrales que se aprovechan para hormigueros. Los caminos son todos comunales y de herradura; y la correspondencia se recibe de la v. de Agramunt. prod.: trigo, cebada, centeno, tranquillon, vino y aceite; se cria un poco de ganado lanar y de cerda, y se mantiene el de labor preciso para el cultivo de las tierras; hay abundante caza de perdices, conejos y algunas liebres. ind.: la agrícola y un molino aceitero de una sola prensa. comercio: esportacion y venta de los frutos sobrantes á los mercados de Agramunt, donde se proveen de los géneros y art. de que carecen. pobl.: 7 vec., 42 alm. cap. imp.: 42,871 rs. contr.: el 14'28 por 100 de esta riqueza.
(Madoz, 1847, pp. 139-140)